# 汤坊乡
汤坊乡是中国陕西省咸阳市兴平市下辖的一个乡。

## 行政区划
汤坊乡下辖以下行政区：
汤坊村、许家村、上辛庄村、梁家村、张家村、前堡子村、五丰村、南安谷村、北安谷村、王堡村、建坊村、吴耳村、龙兴村、丁家堡村、马家村